# Inmigración vasca en Chile
La inmigración vasca en Chile es amplia, notoria y continua a través del tiempo, pudiéndose dividir en períodos históricos: el descubrimiento, fundación y período colonial; la oleada de inmigración del siglo XVIII y las inmigraciones recientes (siglos XIX y XX) haciendo de Chile el país con más descendientes vascos fuera de Euskadi.

## Historia

### SigloXVI
La presencia vasca en Chile comienza con el descubrimiento y conquista de Chile. En las huestes de Diego de Almagro en 1535 y de Pedro de Valdivia en 1540, ya venían naturales de las provincias vascas y de Navarra. El capitán Rodrigo de Araya, quien se unió a Valdivia en su expedición, era también de origen vascoalavés, aunque nacido en Extremadura. Se cuenta, por ejemplo, que durante la fundación de Santiago, mientras el trazado era realizado por el alarife Pedro de Gamboa, natural de Elgorrieta, en Vizcaya, su amigo y compañero de armas, Pedro de Miranda, natural de Lara, en Navarra, amenizaba su labor tocando en un chistu canciones vascas tradicionales.
En 1557 junto a las huestes del gobernador García Hurtado de Mendoza, arribó Alonso de Ercilla y Zúñiga, madrileño, cuyos padres, miembros de la corte de Felipe II, provenían de Vizcaya. Creador del poema épico La Araucana, donde destaca el valor de los araucanos. Curiosamente, poco tiempo después, el que fue el primer poeta chileno, Pedro de Oña (1570-1643), hijo de vascos, publicó el poema épico Arauco Domado, donde la temática es la contraria.
Este contingente, a lo largo de los años de la colonia fue engrosando en número, destacando los numerosos gobernadores de origen vasco: Martín Ruiz de Gamboa, Martín García Óñez de Loyola, Pedro de Vizcarra, Francisco de Álava y Nureña, Martín de Mújica y Buitrón, José de Garro, Juan Uztáriz Vertizverea, José Santiago Concha y Salvatierra, Félix de Berroeta, Juan de Balmaceda Censano y Beltrán, Diego De la Lana y Aburrea, Agustín de Jáuregui y Aldecoa, José de Rezabal y Ugarte y Francisco de Irarrázal. En el siglo XVI, de las 157 familias procedentes de la península ibérica que se establecieron en Chile, 39 de ellas tenían apellidos vascos.

### SigloXVIII
Entre 1753 y 1789 ofició como el décimo octavo Obispo de Santiago de Chile, Manuel de Alday y Aspee, hijo de vizcaínos asentados en Chile a fines del siglo XVII. Durante el siglo XVIII, se vivió en la zona central de Chile una época de profundo crecimiento y larga paz, si bien al sur del Biobío la Guerra de Arauco seguía brotando en forma intermitente. En esta época hubo una gran inmigración de las provincias vascas y de Navarra, logrando a finales del siglo XVIII una participación conjunta vasco-navarra que se estima en un 27 % de la población chilena. (18,1 % procedentes de las provincias vascongadas y 8,9 % de Navarra). Logrando ser el grupo regional más importante de la población, desplazando a los naturales y descendientes de nacidos en las regiones de Castilla la Nueva, Castilla la Vieja y Andalucía, que eran los componentes mayoritarios de la población chilena durante el período de la Colonia. Estas familias inmigrantes se dedicaron inicialmente de forma preferente al comercio, y en los años siguientes se produjeron numerosos enlaces con familias de origen castellano que eran poseedoras de tierras y títulos, dando origen a un nuevo grupo social conocido en la historia de Chile como "aristocracia castellano-vasca".
También durante este siglo se crea en Chile la cofradía de Arantzazu, creada con fines benéficos para ayudar a vascos en extrema necesidad.

### SigloXIX
A partir de 1840, tuvo lugar una nueva oleada de inmigración vasca, tanto de las regiones españolas como francesas. Esta inmigración se desencadena a raíz de las guerras carlistas, continuando en menor grado durante todo el siglo XIX. Estos grupos de inmigrantes se dedicaron preferentemente a actividades comerciales y empresariales, desarrollan la industria del calzado y el pequeño comercio principalmente en Santiago, Concepción y Valparaíso.

### SigloXX
En el siglo XX la inmigración vasca se acrecentó, a raíz de la guerra civil española, donde el poeta Pablo Neruda destacó como mediador, para la inmigración de refugiados vascos a Chile, en gestiones autorizadas por el presidente chileno de esa época Pedro Aguirre Cerda, con ascendientes vascos. En 1931 se inauguró la plaza Vasca en el cerro San Cristóbal, la cual cuenta con un árbol de Guernica en el centro, símbolo de la libertad y justicia para los vascos.

## Su influencia en la sociedad

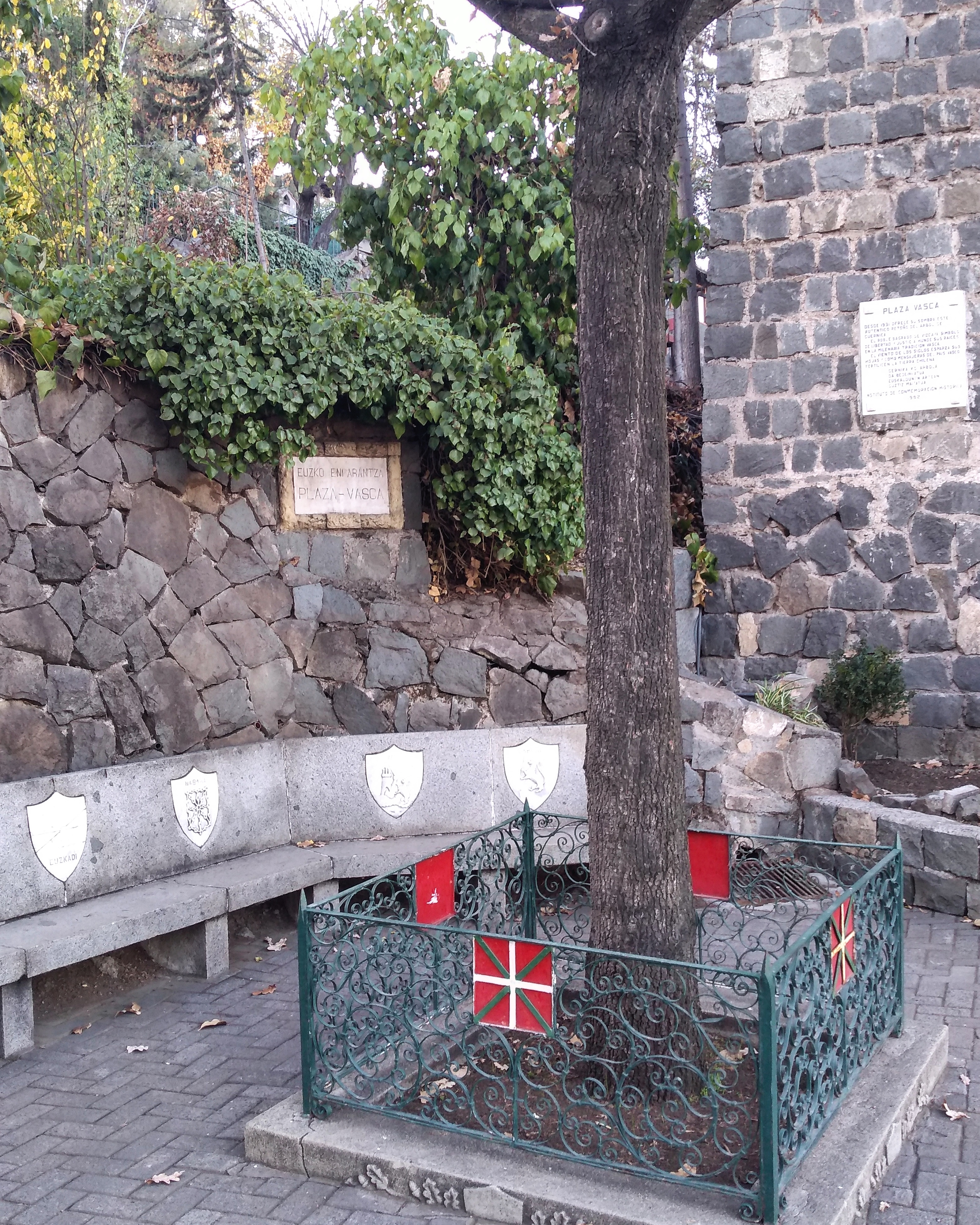
La plaza Vasca en el Parque Metropolitano de Santiago.

La presencia vasca y de descendientes de vascos en Chile es numerosa. Muchos chilenos con ascendientes vascos han destacado en los más numerosos ámbitos, en la verbigracia, en lo económico,  en el militar, en lo cultural, en lo eclesiástico, etc. Se estima entre 1 600 000 (10 %) y 4 500 000 (30 %) los chilenos que ostentan algún apellido de origen vasco o navarro. Una expresión importante de su influencia está justamente en la cantidad de gobernantes chilenos que poseen ascendencia vasca:
- 1826 - 1827 Agustín de Eyzaguirre Arechavala
- 1829 - 1829 Francisco Ramón Vicuña Larraín
- 1831 - 1831 Fernando Errázuriz Aldunate
- 1831 - 1841 José Joaquín Prieto Vial
- 1861 - 1871 José Joaquín Pérez Mascayano
- 1871 - 1876 Federico Errázuriz Zañartu
- 1876 - 1881 Aníbal Pinto Garmendia
- 1886 - 1891 José Manuel Balmaceda
- 1896 - 1901 Federico Errázuriz Echaurren
- 1901 - 1906 Germán Riesco Errázuriz
- 1910 - 1915 Ramón Barros Luco
- 1915 - 1920 Juan Luis Sanfuentes Andonaegui
- 1925 - 1927 Emiliano Figueroa Larraín
- 1932 - 1932 Abraham Oyanedel Urrutia
- 1938 - 1941 Pedro Aguirre Cerda
- 1941 - 1942 Jerónimo Méndez Arancibia
- 1946 - 1946 Juan Antonio Iribarren
- 1970 - 1973 Salvador Allende
- 1973 - 1990 Augusto Pinochet Ugarte
- 1990 - 1994 Patricio Aylwin Azócar
- 2018 - 2022 Sebastián Piñera Echenique

- Wikimedia Commons alberga una categoría multimedia sobre Chilenos destacados de ascendencia vasca.